# Exobasidium shiraianum
Exobasidium shiraianum är en svampart som beskrevs av Henn. 1902. Exobasidium shiraianum ingår i släktet Exobasidium och familjen Exobasidiaceae.   Inga underarter finns listade i Catalogue of Life.